# 緬甸拳

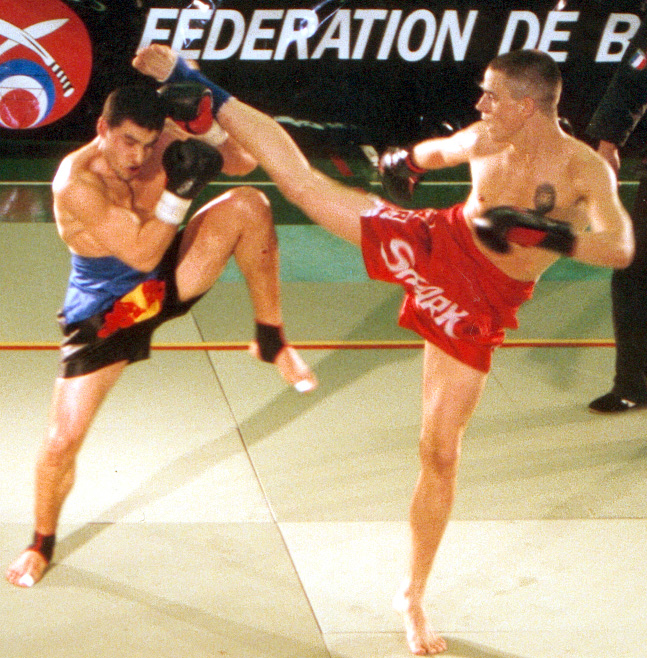

緬甸拳（緬甸語：လက်ဝှေ့，英語：Lethwei）亦稱緬甸拳擊、緬甸式拳擊、緬式拳撃、緬拳（Myanmar Boxing）是一種源自緬甸的全接觸武術，又被稱作赤手拳鬥，因為選手不戴拳套，僅在雙手纏繞麻繩或紗布。緬甸拳被視為世界上最野蠻、最强悍的競技型徒手武術，於拳鬥競技時可以隨意使用拳、腿、肘、膝、頭等的攻擊技法，也允許使用摔跌技術，因此又被稱為「九爪拳」，其實戰能力更勝於泰國拳。

## 歷史
在古代 ，拳賽是余興節目，普遍存在於各個部落，參賽者限定為男性，任何人皆可參賽，包含貴族與平民。當時的拳賽不是在擂台舉辦而是在沙地舉辦。拳手在沒有保護裝備的條件下打拳，只有手上裹上薄紗布或碎布。比賽不存在平手宣判或點數優勝，只有在拳手被擊倒或是拳手無法繼續比賽時才會結束。同時，緬甸拳冠軍節目上會入場公開接受任何人的挑戰。和泰拳不一樣，緬甸拳因為緬甸政治較為封閉與簽證限制等因素，罕為人知，但隨著越來越多的外國參與者加入，情況已開始有所改善。近年緬甸政府投入資源，希望打造緬甸拳，讓賽事更具有市場價值。

## 賽事
第一場國際緬甸拳賽事於2001年6月舉辦，三名美國踢拳選手對上緬甸拳手，但三戰皆墨，由緬甸大獲全勝；2004年7月10日與11日，第二屆賽事有四位日本選手參加，來自日本的總和格鬥選手田村擊倒緬甸拳手，是第一位在正式賽事擊倒緬甸選手的外國人；2016年12月16日，眾所注目的腰帶戰於仰光舉辦，由Dave Leduc出戰緬甸的Tun Tun Min。兩人前次對決是平手，第二次對決被提升為腰帶戰，勝利者可以成為緬甸拳公開賽的世界冠軍。最後Dave於第二回合擊倒對手，獲得勝利，成為第一位非緬甸裔的冠軍。

## 規則
緬甸拳規則相當簡單：可使用頭、拳、腿、肘、膝攻擊，但選手須於手、腳裹上紗布；第一次被擊倒或感覺無法繼續戰鬥時，拳手有權暫停比賽，稍作休息(視各地規則而定，通常是三到五分鐘)，之後繼續比賽；無點數制度，獲得比賽勝利的方式只有擊倒對手或對手因傷無法再戰。比賽結束時如雙方選手無人倒下，視為平手。如此，藉以促使選手盡力求勝。